# Mario von Bucovich
Mario von Bucovich (geboren 16. Februar 1884 in Pula, Österreich-Ungarn; gestorben 30. November 1947 in Mexiko-Stadt, Mexiko) war ein Fotograf österreichischer Abstammung.

## Leben

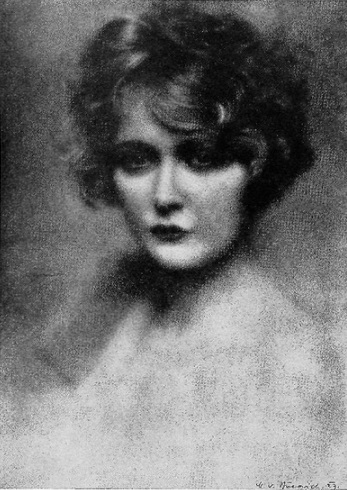
Mary Nolan (1929)

Mario Bucovich war der Sohn eines Offiziers der österreichisch-ungarischen Marine und einer griechischen Mutter und wuchs in Wien auf. Sein Vater, August Bucovich (1852–1913), war Schlossverwalter von Kaiserin Elisabeth in Miramare (1892), Korvetten-Kapitän (1894) und später als Eisenbahn-Unternehmer tätig. 1892 wurde er in den erblichen österreichischen Freiherrenstand erhoben; mit dem Adelsaufhebungsgesetz 1919 entfielen der Titel und die Vorrechte.
Mario Freiherr von Bucovich begann 1904 mit einem Studium der Mathematik und Mechanik an der Eidgenössischen Technischen Hochschule in Zürich. Diese Studien setzte er in Nancy im französischen Lothringen fort. Von 1908 bis 1909 studierte er Elektrotechnik und Maschinenbau am Technikum Mittweida in Sachsen.
Bucovich begann seine berufliche Laufbahn 1909 bei der Otis Elevator Company in New York City, USA, die ihn 1911 in die russische Hauptstadt St. Petersburg entsandte. Dort beschäftigte er sich auch mit dem einträglichen Verkauf von Landmaschinen. 1914 wurde er als feindlicher Ausländer nach Sibirien deportiert, konnte jedoch fliehen und nach St. Petersburg zurückgehen. Ab 1918 widmete er sich der Rückführung der in Sibirien verbliebenen Deportierten, was durch den Bürgerkrieg in Russland sehr schwierig war.
In den Folgejahren war Bucovich im Kunst- und Antiquitätenhandel tätig und ließ sich in Berlin nieder. Im November 1925 wurde er Prokurist im Fotoatelier von Karl Schenker, das er 1926 übernahm und als Karl Schenker Atelier Inhaber Mario v. Bucovich fortführte. Zu seinen Erfolgen in dieser Zeit gehörten Fotos von Prominenten, darunter auch Filmschauspieler, Tänzerinnen und Sportler. Zu diesen zählten z. B. Marlene Dietrich und Elisabeth Bergner. Des Weiteren wurde er als Aktfotograf bekannt. Er veröffentlichte Fotobände über Berlin und Paris. Ab 1930 zog er über Wiesbaden und die Städte London und Paris, wo er Ateliers unterhielt, in die Vereinigten Staaten. Er illustrierte 1937 einen Bildband über Manhattan, bevor er sich 1939 in Mexiko-Stadt als Gesellschaftsfotograf niederließ. 1947 kam er bei einem Verkehrsunfall ums Leben.

## Veröffentlichungen
- Berlin. (= Das Gesicht der Städte). Albertus Verlag, Berlin 1928.
  - Berlin 1928: Das Gesicht der Stadt, mit einem Vorwort von Alfred Döblin Neuauflage. Nicolai-Verlag, Berlin 1992, ISBN 3-87584-432-7.
- Paris. (= Das Gesicht der Städte). Albertus Verlag, Berlin 1928.[3]
- Manhattan Magic. Selbstverlag, Philadelphia, Pennsylvania, USA 1937.
- Oaxaca. Mexico Habla, Mexiko-Stadt 1942.
- Bildnis und Dekorative Studie, In: Deutscher Kamera-Almanach. Ein Jahrbuch für die Photographie unserer Zeit 19 (1928), S. 61 und S. 156.